# Паштел-де-ната
Паштел-де-ната (порт. Pastel de nata) или паштел-де-Белен (порт. Pastel de Belém) — десерт, пирожное в виде чашечек из слоёного теста с заварным кремом. Распространён в Португалии и в странах, находящихся на территории бывших португальских колоний: Бразилии, Гвинеи-Бисау, Анголе, Мозамбике, Восточном Тиморе, Гоа, Макао и других, а также в странах, где значительна численность иммигрантов из Португалии (Канада, Австралия, Люксембург, США, Франция и другие).

## История
Пирожные паштел-де-ната придуманы католическими монахами в монастыре Жеронимуш (порт. Mosteiro dos Jerónimos) в общине Санта-Мария-де-Белен в Лиссабоне до XVIII века. В те времена в монастырях использовали яичные белки для подкрахмаливания одежды, в частности, облачения монахинь. Оставшиеся желтки шли на приготовление тортов и пирожных. Рецепты сладкой выпечки и кондитерских изделий распространились по всей стране.
После исчезновения религиозных орденов и в преддверии закрытия многих монастырей после Португальской революции 1820 года монахи стали продавать паштел-де-ната на близлежащей сахарной фабрике, чтобы получить хоть какой-то доход. В 1834 году монастырь Жеронимуш был закрыт, а рецепт пирожного выкупили владельцы сахарного завода. В 1837 году они открыли фабрику Паштел-де-Белен, которая производит знаменитые пирожные и в наши дни.

## Рецепт
Простой рецепт пирожных применяется с небольшими отличиями в разных кондитерских (паштелариях) в Португалии. Кондитеры варьируют форму чашечки из теста, изменяют состав и густоту начинки. Утверждают, что старинный рецепт известен только исторической паштеларии в Белене.
Для заварного крема кипятят молоко с палочкой корицы и лимонной корочкой, заваривают мукой, размешанной с холодным молоком, добавляют сваренный отдельно сироп из сахара и воды, вымешивают, процеживают и охлаждают, затем вводят яичные желтки. Слоёное тесто распределяют по стенкам формочек для кексов, заполняют кремом и выпекают в горячей печи. Готовые пирожные посыпают корицей и сахарной пудрой и подают горячими.
Паштел-де-Белен завоевал 15-е место в рейтинге самых вкусных деликатесов мира, проведённом The Guardian. В рамках гастрономического фестиваля в Лиссабоне ежегодно дегустируют и выбирают лучший паштел-де-ната. В 2011 году пирожное названо одним из семи гастрономических чудес Португалии.

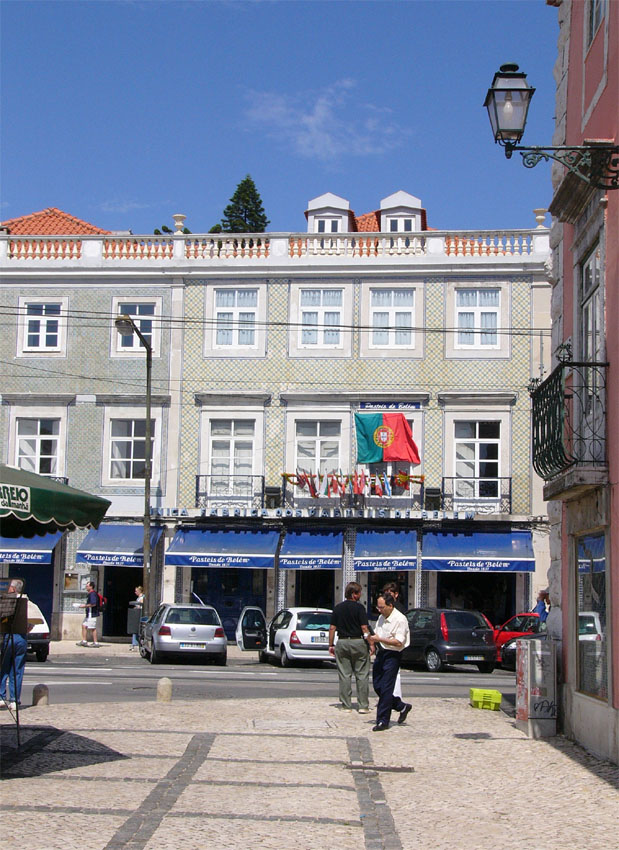
Фабрика Паштел-де-Белен в Санта-Мария-де-Белен
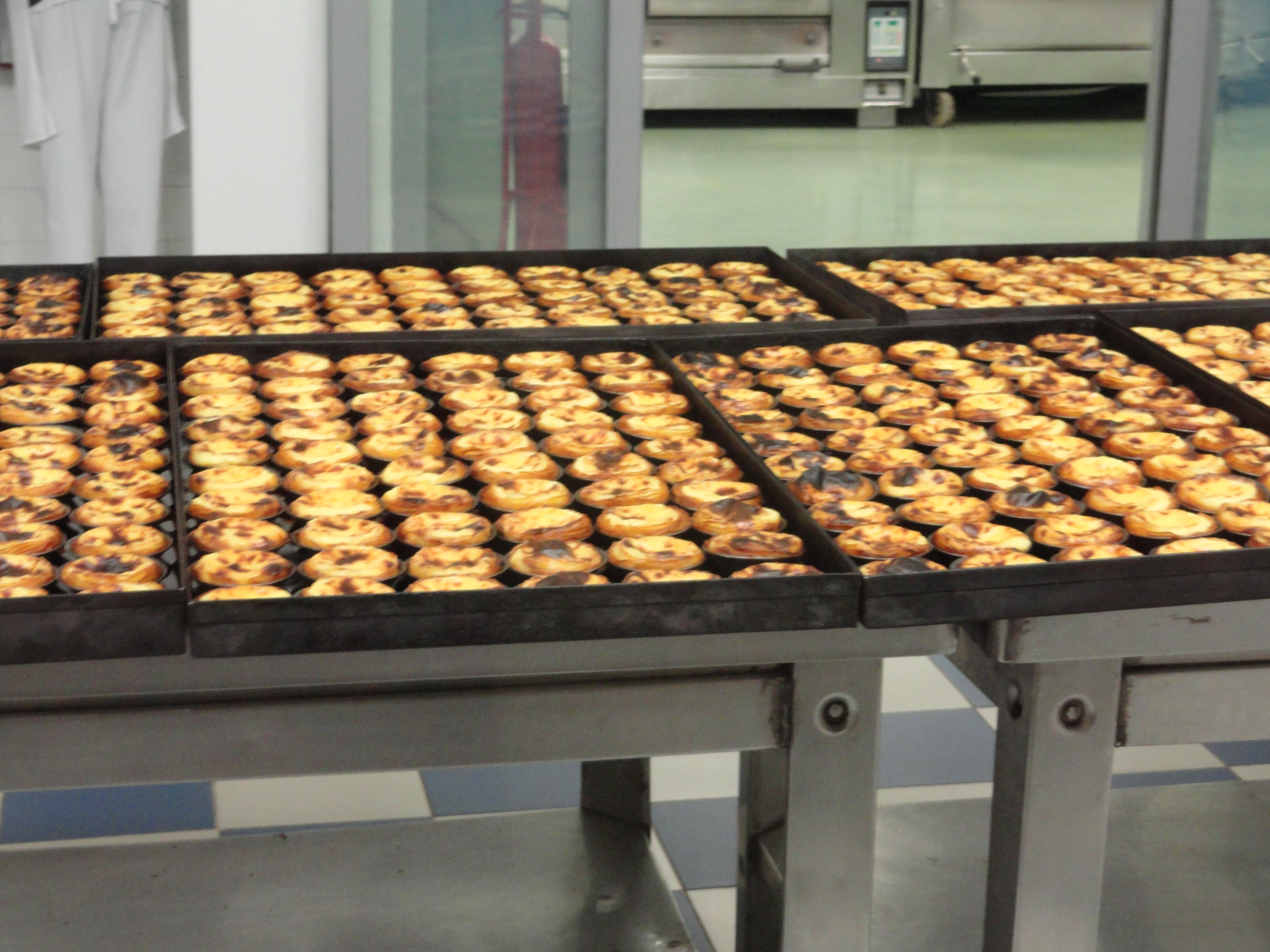
Производство пирожных
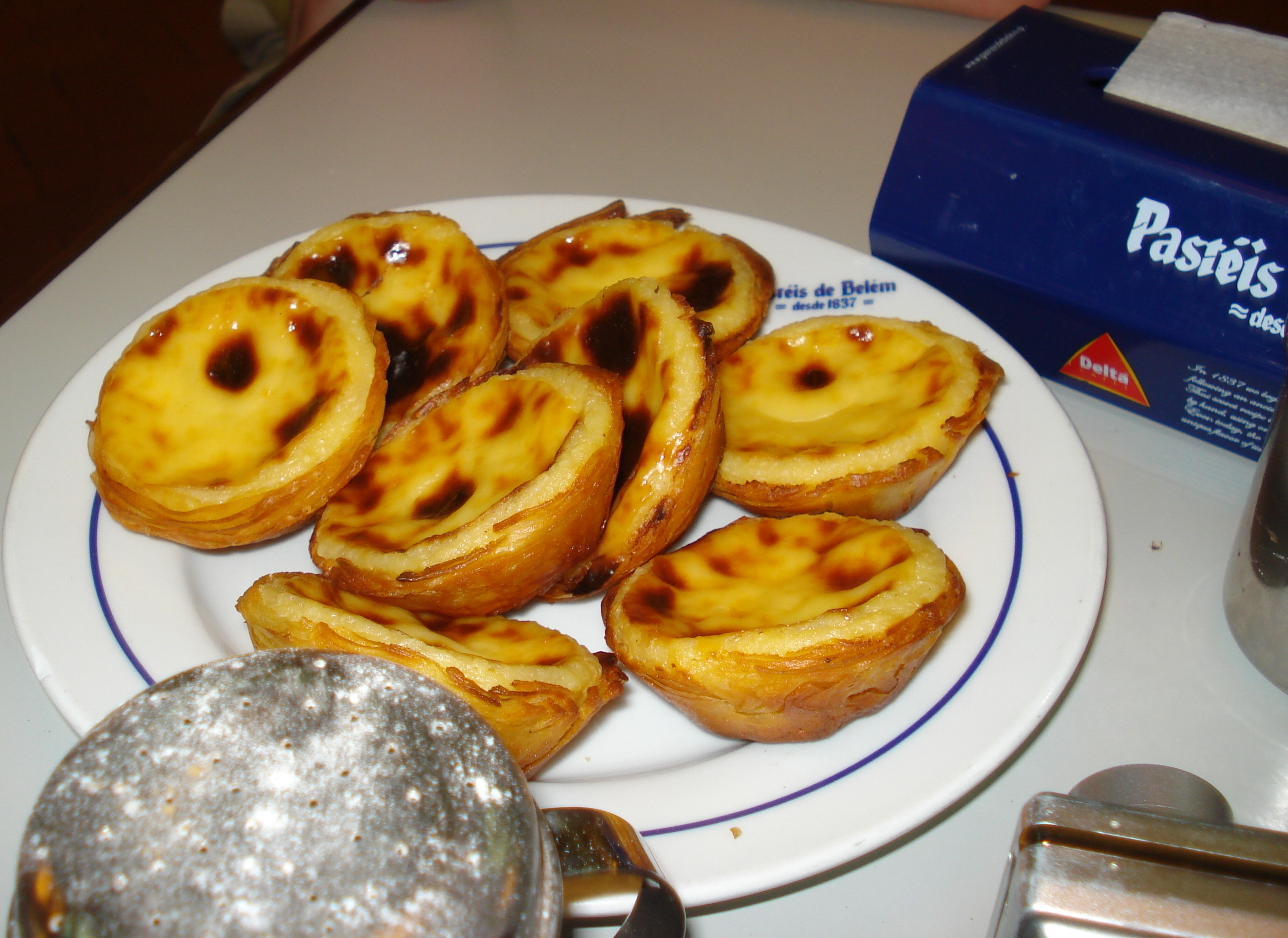
Паштел-де-Белен от знаменитой паштеларии в Лиссабоне
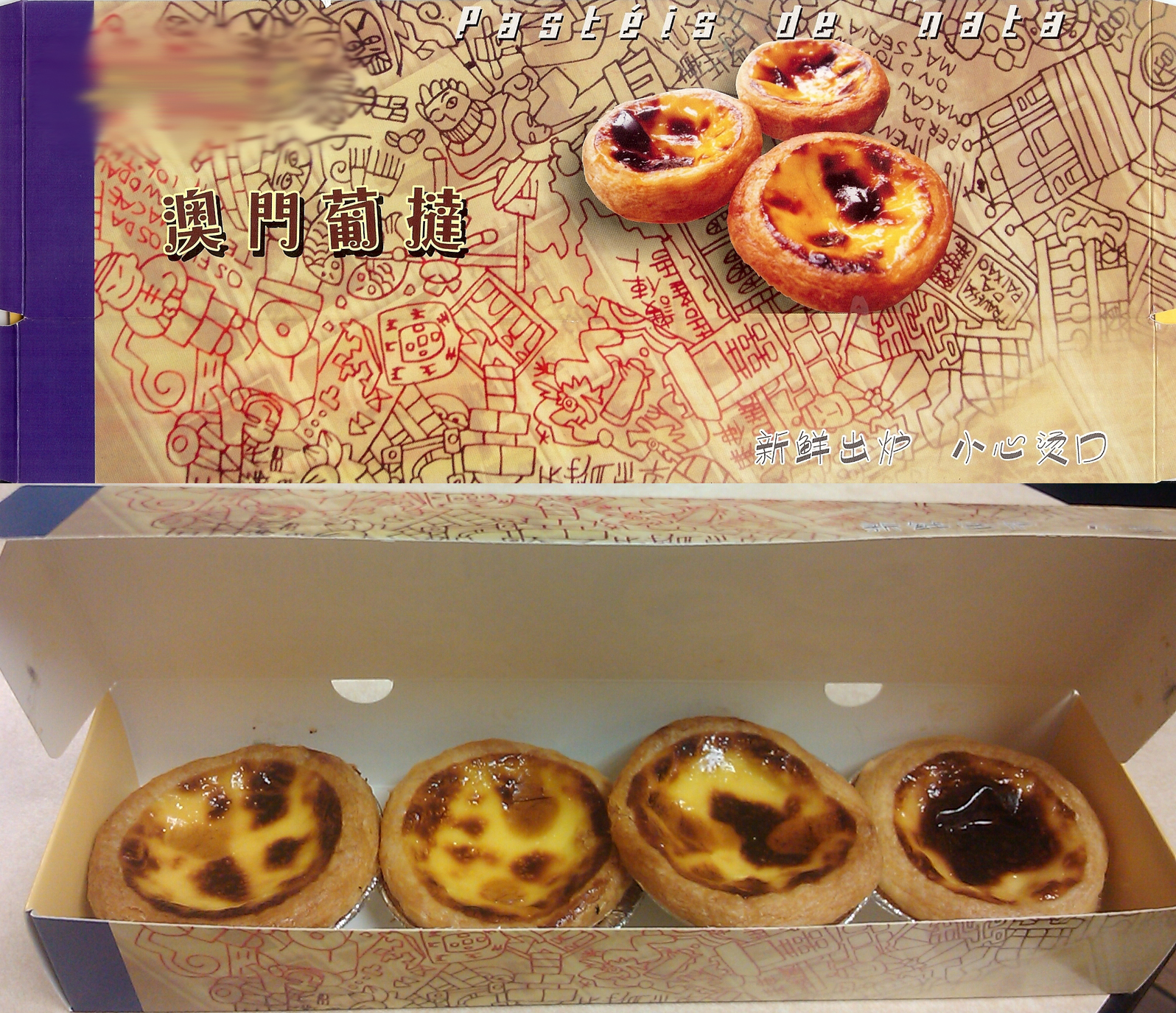
Паштел-де-ната из специализированной пекарни в Гуанчжоу, Китай